# Deslocamento químico
A frequência ressonântica com que o spin de um núcleo oscila, na presença de um campo magnético, depende da vizinhança em que ele se encontra e é por depender desta vizinhança que se chama deslocamento químico.

Este deslocamento existe pois a nuvem eletrônica que circunda o núcleo é responsável por uma blindagem do campo magnético externo sentido por ele e isso faz com que os átomos possuam diferentes frequências de ressonância, permitindo assim analisar átomos específicos de uma molécula e tirar conclusões sobre o ambiente químico próximo a ele.
Sua análise é feita sempre em comparação a uma substância padrão e sua unidade é em partes por milhão (ppm).